# يوهانس وولف (أستاذ جامعي ألماني)
يوهانس وولف (بالألمانية: Johannes Wolf)‏ هو مؤرخ موسيقى ‏ وأمين مكتبة ألماني، ولد في 17 أبريل 1869 في برلين في ألمانيا، وتوفي في 25 مايو 1947 في ميونخ في ألمانيا.